# Crocifisso in un paesaggio
Crocifisso in un paesaggio è un dipinto a olio su tela (100x57 cm) realizzato nel 1631 dal pittore Diego Velázquez.
È conservato nel Museo del Prado.
Firmato in basso a sinistra "D.° VELÁZQUEZ FA 161".